# Saturday Night with Mr. C
Saturday Night with Mr. C – album studyjny amerykańskiego piosenkarza Perry’ego Como wydany w maju 1958 roku przez wytwórnię RCA Victor. Jest to trzeci album piosenkarza wydany w formacie 12-calowej płyty LP, a także pierwszy jego album wydany w formacie stereo. Został wyprodukowany przez Joe Reismana z akompaniamentem orkiestry Mitchella Ayresa i The Ray Charles Singers. Nagrania odbyły się między 12 lutego a 12 marca 1958 roku.

## Lista utworów

### Strona pierwsza
1. „Opening Theme: Dream Along With Me Time” / „Accentuate the Positive” - 2:55
2. „It Could Happen To You” - 2:46
3. „Love Letters”- 1:59
4. „Almost Like Being In Love” / „Little Man, You've Had A Busy Day” / „The Gypsy In My Soul” / „The Whiffenpoof Song” - 9:12
5. „Between the Devil and the Deep Blue Sea” - 2:22
6. „Red Sails in the Sunset” - 3:06

### Strona druga
1. „The Birth of the Blues”  - 3:25
2. „When I Fall in Love”  - 2:59
3. „Come Rain or Come Shine” - 3:20
4. „You Made Me Love You” / „I May Be Wrong” / „Like Someone in Love”/ „Vaya Con Dios” - 10:07
5. „It Had to Be You” - 2:35
6. „Twilight on the Trail” / „Closing Theme: You Are Never Far Away Time” - 3:01